# Новополтавка (Баштанський район)
Новополта́вка — село в Україні, у Вільнозапорізькій сільській громаді Баштанського району Миколаївської області. Населення становить 1115 осіб.

## Географія
Село розташоване за 20 км на південь від міста Новий Буг, за 2 км від залізничної станції Новополтавка. Через село пролягає автошлях національного значення Н11 (Дніпро — Кривий Ріг — Миколаїв). Селом тече річка Балка Водинська.

## Історія
Село Новополтавка засноване 1840 року.
Станом на 1886 рік у колонії євреїв Привільнянської волості Херсонського повіту Херсонської губернії мешкало 2104 особи, налічувалось 120 дворових господарств, існувало 2 єврейських молитовних будинки, школа, 3 лавки.
На фронтах Німецько-радянської війни воювали 227 жителів села, 78 з них загинули, 146 — відмічені урядовими нагородами. У вересні 1941 року нацистами розстріляні в селі 837 осіб, переважно євреїв.
У 1970 році в Новополтавці споруджений пам'ятник на честь воїнів-артилеристів, що брали участь у Березнегувато-Снігурівській операції. У 1974 році біля автошляху Н11 (Дніпро — Кривий Ріг — Миколаїв) встановлений пам'ятний знак — гвардійський міномет «Катюша».
У Новополтавці за часів УРСР, працював колгосп «40 — річчя Жовтня». За успіхи в праці 132 колгоспники нагороджені орденами і медалями, у тому числі орденом Трудового Червоного Прапора — завідувач молочнотоварною фермою І. Ф. Краснокуцкий, ланковий Н. А. Приймак, завідувач фермою П. П. Коваленко, комбайнер І. А. Горб.

## Населення

### Мова
Розподіл населення за рідною мовою за даними перепису 2001 року:
| Мова            | Кількість | Відсоток |
| --------------- | --------- | -------- |
| українська      | 1036      | 92.91%   |
| російська       | 69        | 6.19%    |
| румунська       | 4         | 0.36%    |
| білоруська      | 3         | 0.27%    |
| вірменська      | 1         | 0.09%    |
| болгарська      | 1         | 0.09%    |
| інші/не вказали | 1         | 0.09%    |
| Усього          | 1115      | 100%     |

## Економіка
У селі обробляються 4524 га сільськогосподарських угідь, у тому числі 3475 га орної землі. Тут вирощують озиму пшеницю, ячмінь, кукурудзу, з технічних культур — соняшник, цукровий буряк. Сільське господарство спеціалізується також на відгодівлі великої рогатої худоби.

## Освіта і культура
У Новополтавці працює одинадцятирічна школа (315 учнів і 24 учителі). Заступникові директора школи М. Ф. Субботіні присвоєне звання заслуженого учителя України. Працюють будинок культури із залом на 300 місць, бібліотека з книжковим фондом 12,1 тис. екземплярів, дільнична лікарня на 25 ліжок (дев'ять медпрацівників, у тому числі два лікарі), дитячий сад на 70 місць. До послуг населення — чотири магазини, відділення Укрпошти.

## Особистості
Уродженці села:
- Бєлкін Михайло Якович (нар. 1929) — український матеріалознавець, доктор технічних наук, професор, лауреат Державної премії УРСР в галузі науки і техніки.
- Воробйов Олександр Трохимович (1967—2023) — український громадський діяч, спортсмен та військовослужбовець.